# Crossostylis multiflora
Crossostylis multiflora là một loài thực vật có hoa trong họ Rhizophoraceae. Loài này được Brongn. & Gris ex Pancher & Sebert mô tả khoa học đầu tiên năm 1873.